# Pontifex maximus
Der Pontifex maximus (lateinisch für „oberster Brückenbauer“) war ursprünglich der oberste Priester des römischen Staatskults. Sein Titel ging später auf den römischen Kaiser und schließlich auf den Papst als Bischof von Rom über.

## Entwicklung des Titels
Der Pontifex maximus war der Ranghöchste im Priesterkollegium der pontifices im Römischen Reich. Seit dem 3. Jahrhundert v. Chr. wurde sein Amt durch die Wahl in einer speziellen Volksversammlung vergeben. Der Pontifex maximus hatte offenbar die Oberaufsicht über alle sakralen Angelegenheiten in Rom, insbesondere über die Priesterinnen der Vesta. Sein Amtssitz war die Regia auf dem Forum Romanum.
Laut Cicero führte der Pontifex maximus einst auch die annales maximi, in denen wichtige religiöse und politische Ereignisse nach Jahren geordnet gelistet worden seien. Der Pontifex maximus war in Rom jedenfalls auch für den Kalender zuständig; die pontifices mussten in republikanischer Zeit nach Bedarf Schalttage einfügen, wenn sich zu große Verschiebungen ergeben hatten. Allerdings nicht in seiner Funktion als Pontifex maximus, die er auch innehatte, sondern als Römischer Diktator, führte Gaius Iulius Caesar im Jahr 46 v. Chr. den Julianischen Kalender ein, der dieses Problem beseitigte. Die letzten Pontifices maximi zur Zeit der Römischen Republik waren Gaius Iulius Caesar und Marcus Aemilius Lepidus. 

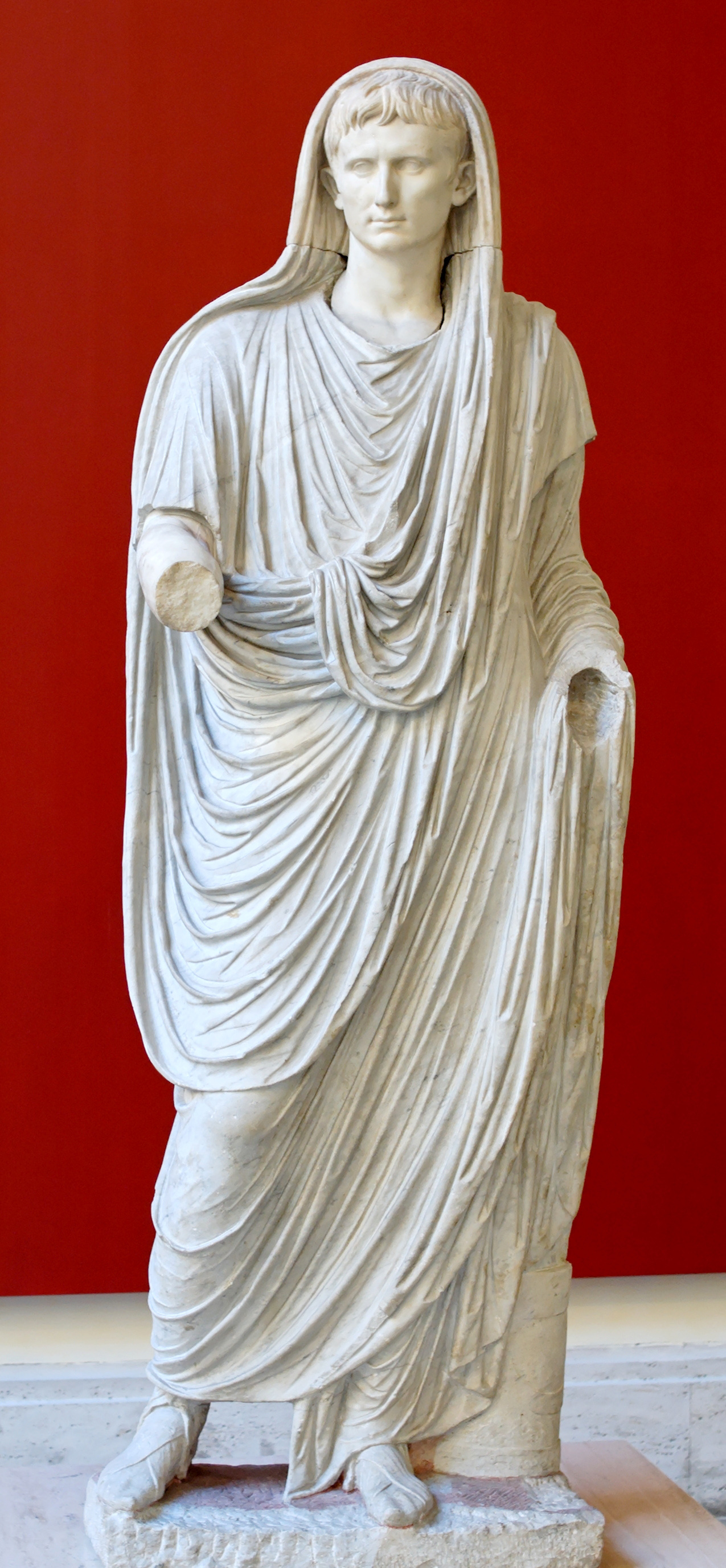
Augustus im Gewand des Pontifex maximus, einer Toga mit bedecktem Haupt (Palazzo Massimo)

Nach Lepidus’ Tod wurde 12 v. Chr. Caesars Adoptivsohn Augustus neuer Pontifex maximus, und fortan hatten alle römischen Kaiser diese Funktion inne; im Falle eines Mehrkaisertums kennzeichnete sie den ranghöchsten Herrscher, bis das Oberpontifikat 238 unter Pupienus und Balbinus erstmals geteilt wurde.
Laut Alan Cameron war der Pontifex maximus vor Augustus zwar einer der angesehensten Priester Roms, aber erst in der Kaiserzeit sei er zum obersten Aufseher der römischen Kulte geworden, da der Inhaber des Amtes als Kaiser zugleich stets auch der mächtigste Mann im Reich war.
Mit der Christianisierung des Reiches verlor das Amt zunächst seine Bedeutung. Nach Konstantin erscheint die Bezeichnung nur noch selten in der kaiserlichen Titulatur, nach Kaiser Gratian, der diesen Titel im Jahr 382 ablegte, dann überhaupt nicht mehr, auch wenn sich noch Kaiser Anastasios I. 516 in einem Schreiben an den römischen Bischof als pontifex inclitus bezeichnete und damit seinen Anspruch unterstrich, in kirchliche Angelegenheiten eingreifen zu dürfen. Zu diesem Zeitpunkt begannen die römischen Päpste, den Titel selbst zu führen: Der erste Bischof von Rom, der den Titel Pontifex wieder aufgriff, war Papst Leo der Große (440–461). Unter Gregor dem Großen wurde der Begriff dann fester, wenngleich eigentlich inoffizieller Titel der römischen Päpste. Entgegen der Behauptung älterer Literatur, die den Päpsten ab Leo dem Großen den Titel Pontifex maximus zuschrieb, betont Rudolf Schieffer, dass sich für den Großteil des Mittelalters nur die Titel Pontifex und Pontifex summus nachweisen lassen, der Titel Pontifex maximus erst unter Bonifatius IX. (1389–1404) erscheint. Schieffer erklärt dies mit einer größeren Unbefangenheit gegenüber dem klassischen  Altertum im Zuge der Renaissance.
Der offizielle Titel „Summus Pontifex“ als Bestandteil der päpstlichen Titulatur stellt höchstwahrscheinlich eine wörtliche lateinische Übersetzung des griechischen ἀρχιερεὺς μέγιστος dar, das in der Antike seinerseits die gängige griechische Entsprechung für Pontifex maximus gewesen war.

## BekanntePontifices Maximider Römischen Republik
| Amtszeit            | Name                                     | Quelle(n) |
| ------------------- | ---------------------------------------- | --- |
| 509 v. Chr.         | Gaius Papirius (Historizität umstritten) | D. H. 3.36.4. |
| 449 v. Chr.         | Quintus Furius (Historizität umstritten) | Liv. 3.54.5; Diod. 12.35.1; Ascon. Corn. 77 nennt stattdessen jedoch einen M. Papirius.                                 |
| 431 v. Chr.         | Aulus Cornelius (Cossus?)                | Liv. 4.27.1, 4.31.5, 4.33.7–8, 4.34.4–5, 4.44.11–14.                                                                    |
| 420 v. Chr.         | Spurius Minucius                         | Liv. 4.44.11–12, Plu. de inim. util. 6.                                                                                 |
| 390 v. Chr.         | Marcus Folius (Flaccinator?)             | Liv. 5.41.3. |
| ca. 332 v. Chr.     | Publius Cornelius Calussa                | Liv. 25.5.4; laut Karl Bardt und Jörg Rüpke zwischen Barbatus und Coruncanius einzuordnen.                              |
| ca. 304 v. Chr.     | Cornelius Barbatus                       | Liv. 9.46.6. |
| ca. 254–243 v. Chr. | Tiberius Coruncanius                     | Liv. Per. 18; Cic. Dom. 54; N. D. 1.41, 3.2; Brut. 14.                                                                  |
| ca. 243–221 v. Chr. | Lucius Caecilius Metellus                | Plin. nat. 7.43.139–141; Liv. Per. 19; Cic. Sen. 9.30; Val. Max. 1.1.2, 8.13.2; Tac. ann. 3.71.                         |
| ca. 221–213 v. Chr. | Lucius Cornelius Lentulus Caudinus       | Liv. 22.10.1, 25.2.2.                                                                                                   |
| 212–183 v. Chr.     | Publius Licinius Crassus Dives           | Liv. 25.5.2–3, 27.6, 31.9, 34.44, 36.2, 37.51, 39.46; Val. Max. 1.1.6.                                                  |
| 183–180 v. Chr.     | Gaius Servilius Geminus                  | Liv. 40.42.8–11. |
| 180–152 v. Chr.     | Marcus Aemilius Lepidus                  | Liv. 32.7.15, 37.43, 40.42, 41.27; Per. 48; Val. Max. 4.2.1, 6.6.1; Cic. Sen. 17; Plb. 23.1; 32.22.                     |
| 150–141 v. Chr.     | Publius Cornelius Scipio Nasica Corculum | Liv. Per. 48; Cic. Sen. 14; Aug. C. D. 1.30.                                                                            |
| 141–132 v. Chr.     | Publius Cornelius Scipio Nasica Serapio  | Plu. T.G. 21; Cic. Flac. 31; Tusc. 4.23.51; Val. Max. 1.4.2; App. BC 1.16; Vell. 2.3.1.                                 |
| 132–130 v. Chr.     | Publius Licinius Crassus Dives Mucianus  | Cic. Sen. 14; Phil 11.8; Orat. 1.37.170, 1.56.240; Brut. 26.98; Gell. 1.13; Plu. TG 9.1.                                |
| 130–ca. 115 v. Chr. | Publius Mucius Scaevola                  | Cic. Dom. 53.136; Orat. 2.12.52; Leg. 2.21.52; N. D. 1.41.115.                                                          |
| 114–ca. 103 v. Chr. | Lucius Caecilius Metellus Delmaticus     | Asc. pp. 45.23–27, 46.5; Macr. Sat. 1.10.5; Cic. Scaur. 46.47; Plin. nat. 11.65.174.                                    |
| ca. 103–89 v. Chr.  | Gnaeus Domitius Ahenobarbus              | Suet. Nero 2; Cic. Deiot. 11.31; Liv. Per. 67; Val. Max. 6.6.5.                                                         |
| ca. 89–82 v. Chr.   | Quintus Mucius Scaevola                  | Cic. Leg 2.19.47; 21.52–53; N. D. 3.32.80; Amic. 1.1; Off. 3.17; Brut. 90.311; Liv. Per. 86; Asc. pp. 14.67; Gel. 5.19. |
| ca. 81–63 v. Chr.   | Quintus Caecilius Metellus Pius          | D.C. 37.37; Plu. Caes. 7.1; A. Vict. De vir ill. 63.3; Asc. pp. 79.22–23.                                               |
| 63–44 v. Chr.       | Gaius Iulius Caesar                      | D. C. 37.37.1; Vell. 2.43.3.                                                                                            |
| 44–12 v. Chr.       | Marcus Aemilius Lepidus                  | Macr. 3.13.11; Cic. Resp. 6.1; Liv. Per. 117; D.C. 44.53, 54.27, 56.38; Suet. Oct. 34; Vell. 2.63.                      |